# 人生125歳説

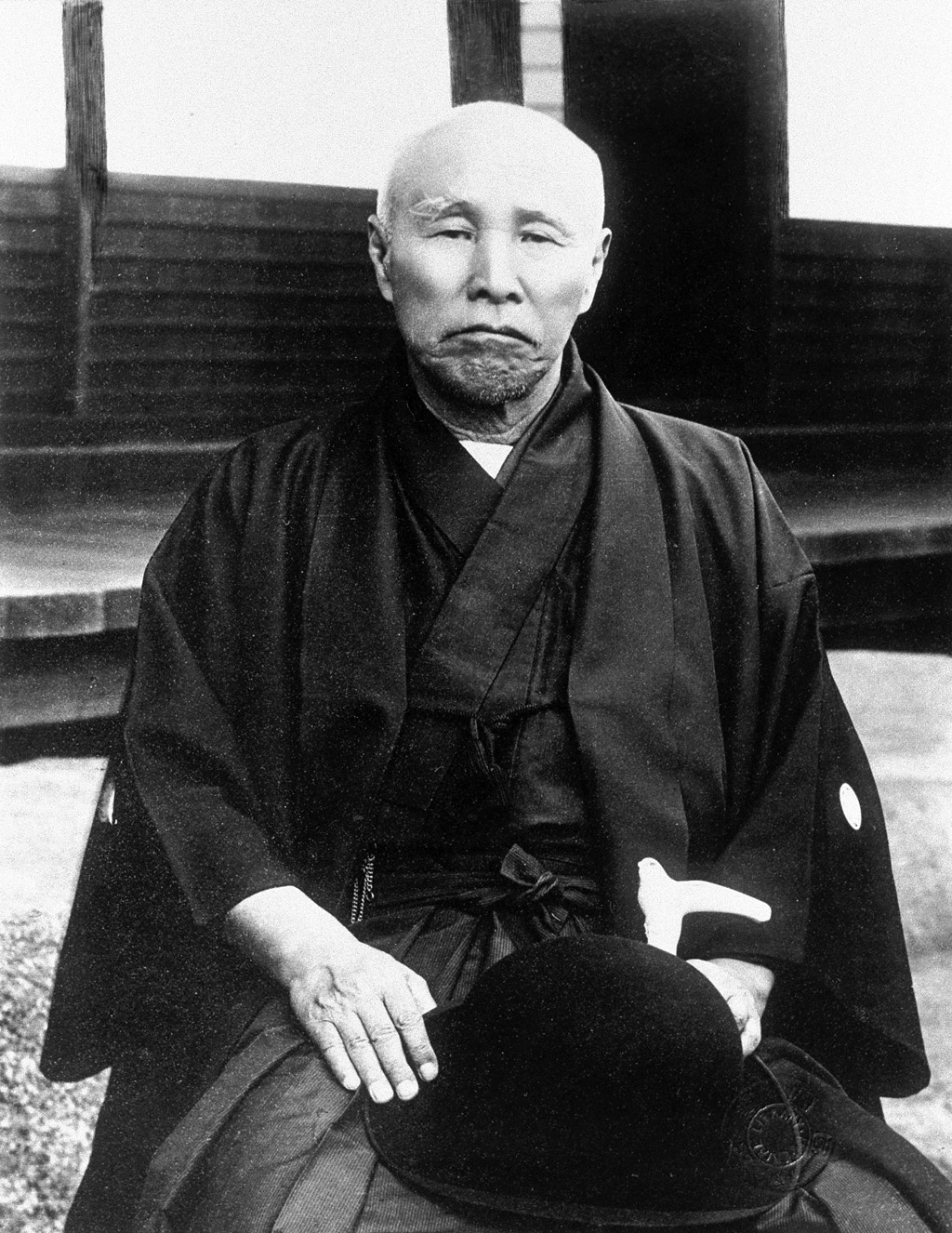
大隈重信

人生125歳説（じんせいひゃくにじゅうごさいせつ）とは、早稲田大学の創立者である大隈重信が唱えていた、人間の寿命に関する見解。「人間は本来、125歳までの寿命を有している。適当なる摂生をもってすれば、この天寿をまっとうできる」（「人寿百歳以上」）とした。
来訪者に「我輩は百二十五まで生きるのじゃ」と豪語したのがその発端とも、野口英世との雑談中に思い付いたとも言われる。

## 概要
「生理学者の説によると凡ての動物は成熟期の五倍の生存力を持っているというてある。そこで人間の成熟期は二十五歳というから、この理屈から推してその五倍、百二十五歳まで生きられる」事を根拠に提唱。
生理学者永井潜の回想によると、「百年前独乙のフルーランが唱えた処から来ているのだろう。尤も、同氏より前千七百四十九年バッホンが人間の成熟期を十四歳としてその六、七倍が寿命であると唱えたのに始まって、フルーランが更に之を修正し、成熟期を二十五年として、其の五倍、百二十五歳説をたてたのである」という。
ただ、本説の要諦は身体的寿命よりも、精神力に重点を置いたものであった。大隈はこのことについて、次のように述べている。
| 「 | 肉体を支配する精神、例えば肉体が健全であっても勇気のない者は病気であるー意思の力の閃きが絶えず五体を支配して自己と言う精神が生々して来れば、必ず肉体はこれによって支配される。勇気、反抗力、活動、この三カ条を補うに適当なる摂生を以てすれば、必ずしも人生僅か五十年というような情けない弱音を吐く必要はない | 」 |

なお、大隈自身は1922年1月10日、83歳で死去。生前「若し吾輩にして、此の百二十五歳定命説を理解することが、もし今三十年早かったならば」と、悔恨の念をもって述懐している。
ただ、朝5時起床、夜9時就寝を日課とし、晩年は大好きであった酒や煙草を断つなど、日々修養に努めた結果、当時の日本人の平均寿命と比して長寿であった。

## 早稲田大学と「125」

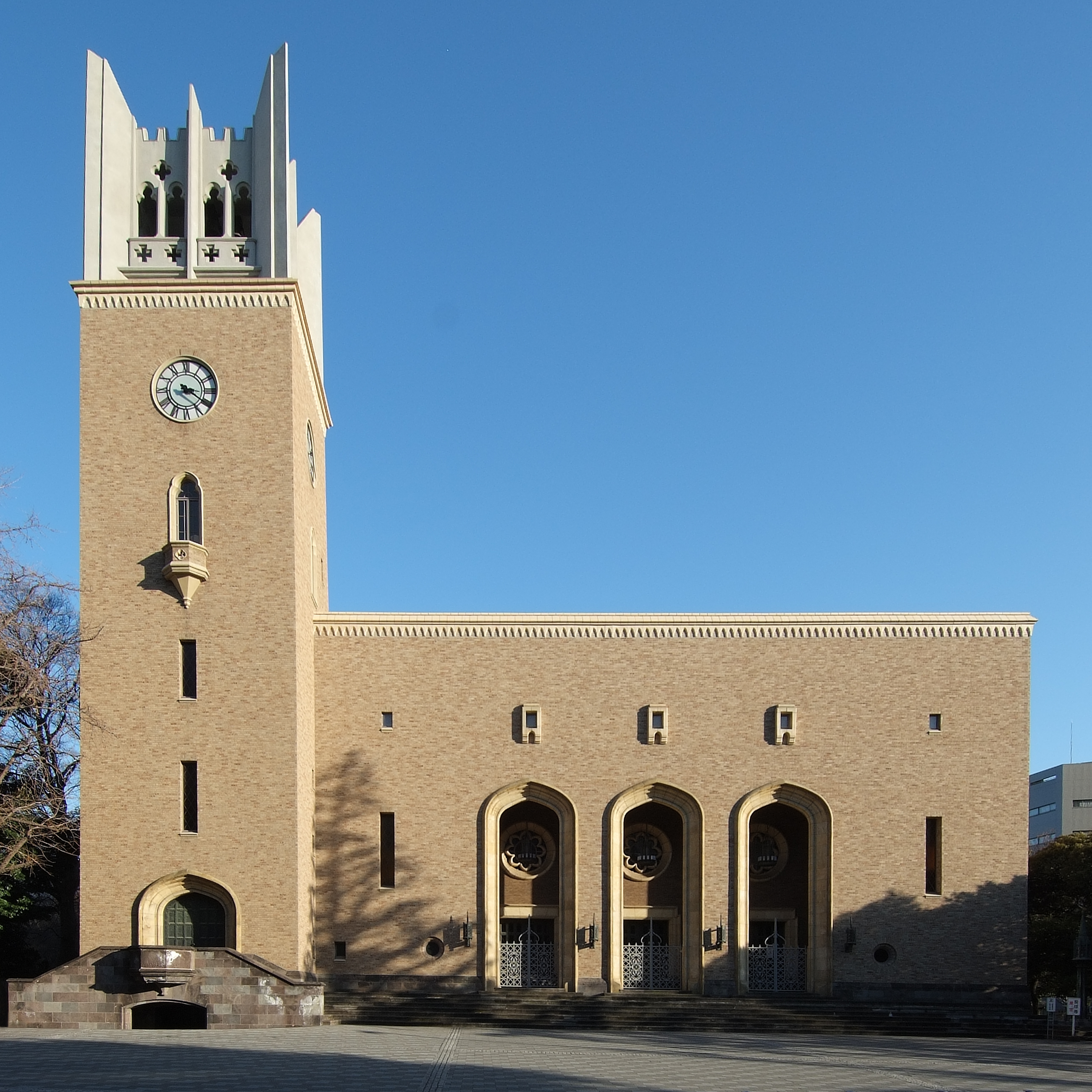
大隈講堂

大隈が提唱した本説は、マスメディアを介し広く知られた。後年、大隈の創設した早稲田大学もそれに肖り、「125」という数字自体を特別視するに至った。
例えば、創立45周年を迎えた1927年、125尺（約38メートル）の塔を有する大隈講堂が竣工した他、大隈の生誕125周年に当たる1963年に記念行事を挙行。
勿論、創立125周年の2007年には記念式典を実施、またこれに先駆け、オフィシャルグッズ販売とカフェの複合商業施設である「Uni.Shop & Cafe 125」や125記念室を設置している。2008年度から着手している早稲田大学の中長期計画も「Waseda Next 125」である。

## 実情
2016年10月5日、アメリカ合衆国のアルバート・アインシュタイン医科大学の研究チームは、世界40ヶ国、過去最大100年間分の人間の死亡に関するデータを分析し、人間の平均寿命は最大で115歳、個人の絶対的な最長寿命は125歳であるという研究結果をイギリスの学術雑誌『ネイチャー』に発表した。この研究結果によると、世界最高齢の人間が125歳を超えて生きる確率は1万分の1未満であるという。
なお、これまでに確かな年齢記録が残っている人物の中で最長寿記録は、1997年に死去したジャンヌ・カルマンの122歳164日である。
このため、理屈としては全くの不可能ではないが、現在までに大隈の125歳説を体現した人物は現れていない。

## 関連書籍
- 大隈重信 著、百歳会 編『人寿百歳以上』真人社、1915年12月9日。OCLC 834913679。